# Liste der Biografien/Fora
Liste der Biografien |
Portal Biografien |
Personensuche
# |
A |
B |
C |
D |
E |
F |
G |
H |
I |
J |
K |
L |
M |
N |
O |
P |
Q |
R |
S |
T |
U |
V |
W |
X |
Y |
Z |
?
 
Fa |
Fe |
Ff |
Fh |
Fi |
Fj |
Fk |
Fl |
Fm |
Fn |
Fo |
Fr |
Ft |
Fu |
Fy
 
Foa |
Fob |
Foc |
Fod |
Foe |
Fof |
Fog |
Foh |
Foi |
Foj |
Fok |
Fol |
Fom |
Fon |
Foo |
Fop |
For |
Fos |
Fot |
Fou |
Fov |
Fow |
Fox |
Foy |
Foz
 
Fora |
Forb |
Forc |
Ford |
Fore |
Forf |
Forg |
Fori |
Forj |
Fork |
Forl |
Form |
Forn |
Foro |
Forq |
Forr |
Fors |
Fort |
Foru |
Forw |
Fory |
Forz
Die Liste der Biografien führt alle Personen auf, die in der deutschsprachigen Wikipedia einen Artikel haben. Dieses ist eine Teilliste mit 11 Einträgen von Personen, deren Namen mit den Buchstaben „Fora“ beginnt.

## Fora
- Fora, Ciprian George (* 1978), rumänischer Phytopathologe und Entomologe
- Fora, Michael (* 1995), Schweizer Eishockeyspieler

### Forab
- Forabosco, Gerolamo (1605–1679), italienischer Maler

### Forai
- Forain, Jean-Louis (1852–1931), französischer Maler, Grafiker und Karikaturist

### Forak
- Foraker, Joseph B. (1846–1917), US-amerikanischer Politiker

### Foral
- Foralosso, José (1938–2012), italienischer Ordensgeistlicher und römisch-katholischer Bischof von Marabá

### Foran
- Foran, Dick (1910–1979), US-amerikanischer Sänger und Schauspieler
- Foran, Martin A. (1844–1921), US-amerikanischer Politiker der Demokratischen Partei
- Forand, Aime (1895–1972), US-amerikanischer Politiker

### Forau
- Forau Soalaoi, Clay (* 1976), salomonischer Politiker

### Foray
- Foray, June (1917–2017), US-amerikanische SynchronsprecherinJune Foray (1917–2017)

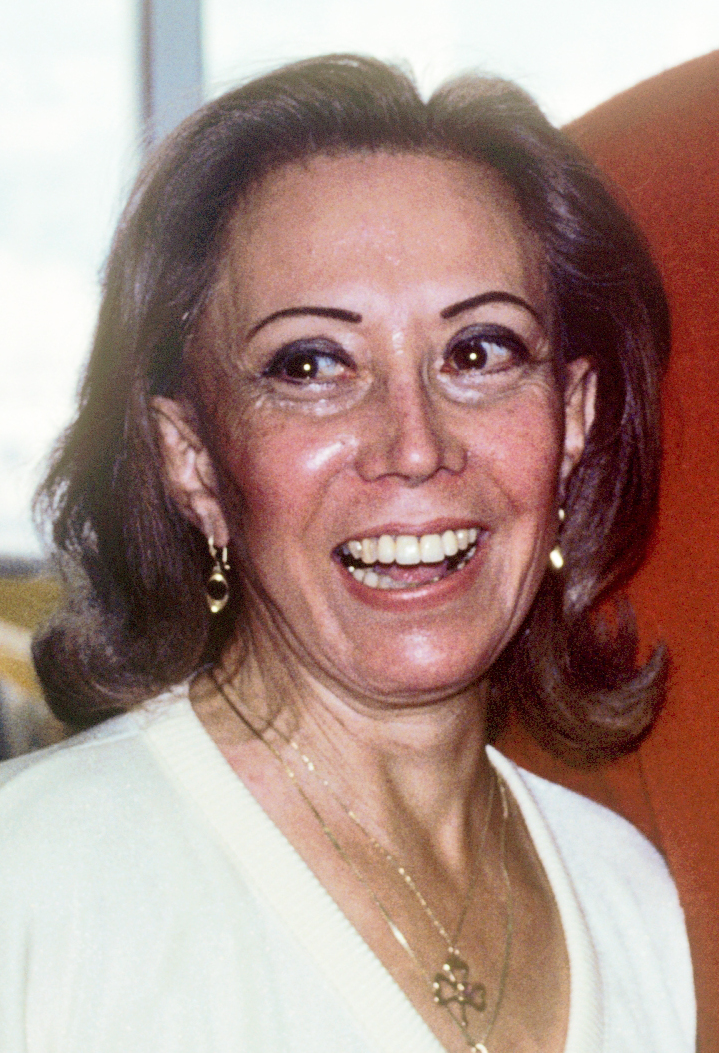
June Foray (1917–2017)